# هان يانمينغ
هان يانمينغ (بالصينية: 韩燕鸣) (26 أكتوبر 1982 بتيانجين في الصين - ) هو لاعب كرة قدم صيني في مركز الوسط. شارك مع منتخب الصين لكرة القدم. أما مع النوادي، فقد لعب مع نادي تيانجين تيدا ونادي سانغتشو مايتي ليونز.

## وصلات خارجية
- هان يانمينغ على موقع قاعدة بيانات كرة القدم.إي يو (الإنجليزية)
- هان يانمينغ على موقع ناشيونال فوتبول تيمز (الإنجليزية)
- هان يانمينغ على موقع Soccerway.com (الإنجليزية)